# Lycopodiella robusta
Lycopodiella robusta är en lummerväxtart som först beskrevs av R.J.Eaton, och fick sitt nu gällande namn av A.Haines. Lycopodiella robusta ingår i släktet strandlumrar, och familjen lummerväxter. Inga underarter finns listade i Catalogue of Life.